# Daniela Baumer
Daniela Baumer (ur. 8 września 1971) – szwajcarska kajakarka. Srebrna medalistka olimpijska z Atlanty.
Zawody w 1996 były jej jedynymi igrzyskami olimpijskimi. Medal zdobyła w kajakowej czwórce na dystansie 500 metrów. Szwajcarską osadę tworzyły również Gabi Müller, Ingrid Haralamow i
Sabine Eichenberger.